# コンタクト (ゲーム)
『コンタクト』は、グラスホッパー・マニファクチュアが開発し、マーベラスインタラクティブよりニンテンドーDS対応として2006年3月30日に発売されたRPGである。
ユーザーが、Nintendo DSの上画面に居るハカセと下画面に居る本作の主人公：チェリーの仲介者としての役割を果たす点が特徴のゲームシステムとなっている。
本作は『シャニング・ソウル』『シャイニング・ソウルII』を手掛けてきた上田晃がグラスホッパー・マニファクチュア在籍時に最後に手掛けた作品であり、上田がGHMから独立・設立した有限会社アウディオの船出を飾る初のオリジナル作品となる。

## あらすじ
夕暮れ時、少年チェリーは二つの光が空を横切るのを見る。その光のうちの一つは、彼の目の前に落ち、緑色の光る物質になった。彼がそれを拾おうとしたとき、謎の宇宙船が着陸し、中から老人が飛び出して、それに触れるなとチェリーに警告した。
赤い光が空から現れ、ハカセと名乗る老人はチェリーを宇宙船に乗せてその場から去ろうとするも、激戦の末宇宙船は墜落。積んでいた宇宙船の動力源"エレメント"は世界中へ散らばった。困り果てたハカセは、このゲームソフトを手に入れたプレイヤーに、チェリーと一緒にエレメントを手に入れてほしいと頼んだ。

## 登場人物
プレイヤー
チェリー
ハカセが出会った少年。
ハカセ
他の惑星から逃亡してきた老人。
ニャンニャン
ハカセのペットである子犬。ネコになることにあこがれている。

### ミューテスタント
ミント
アンダーグラウンドのトップアイドルにして、テロ組織「ミューテスタント」の首領。革命を引き起こすべくエレメント集めに奔走している。
ラスター・スプロール
ブルーイ・ビートニクス
ミューテスタントのメカニック。機械に強く、怪力の持ち主でもある。
マリア・クラール
ミューテスタントのオペレーター。
ミリアン
ミントに飼われている謎めいた猿。